# Białowieża-Urwald

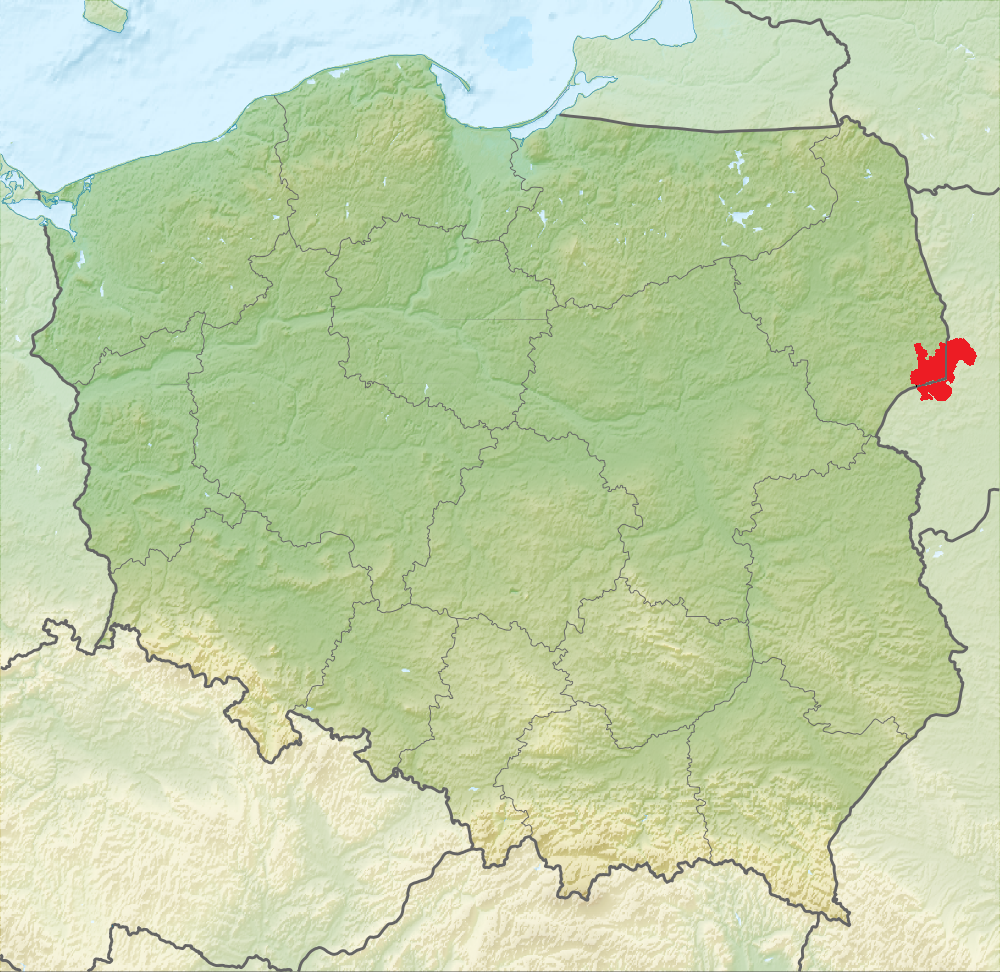
Lage des Waldes in Polen und Belarus

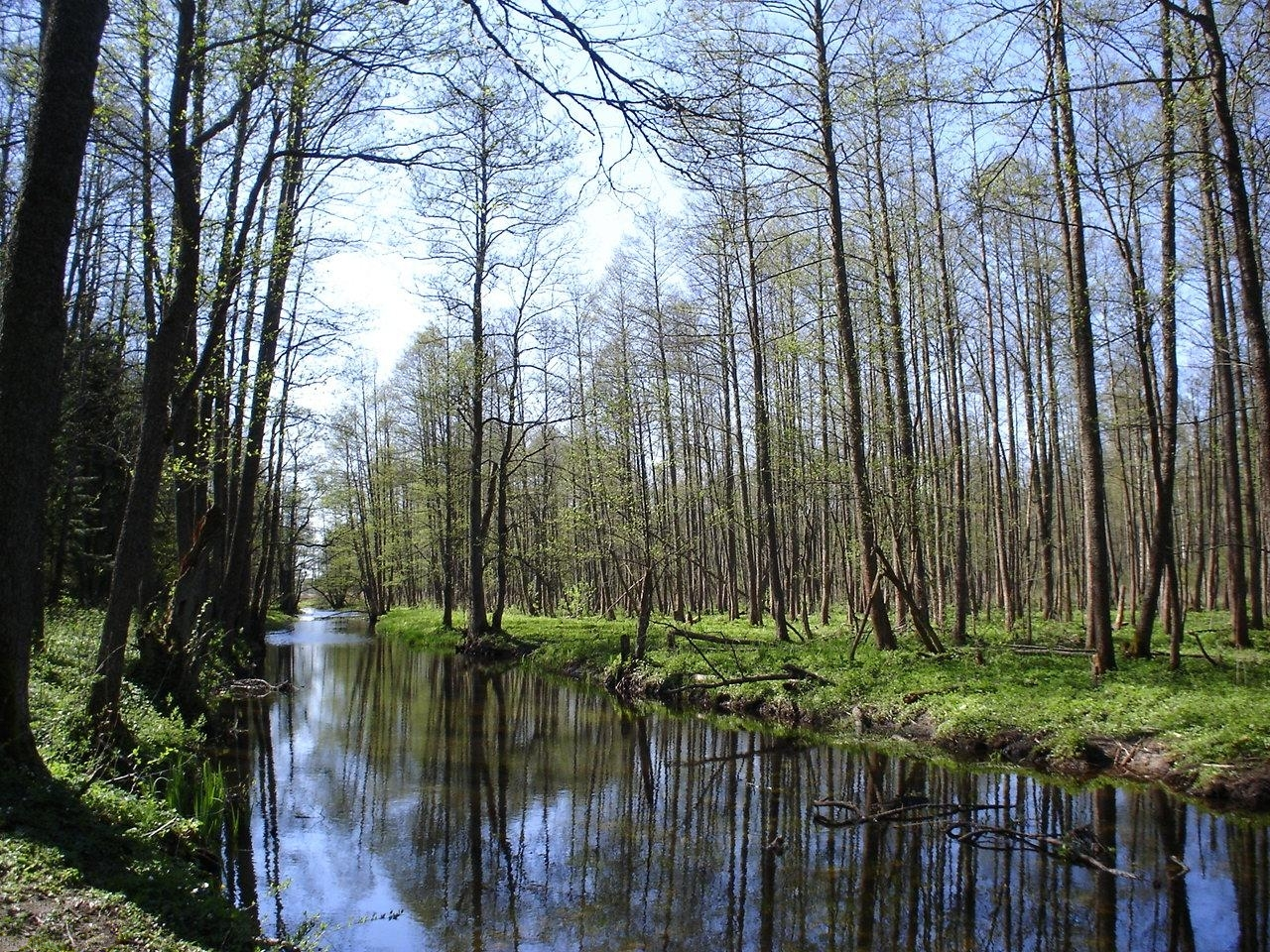
Białowieża-Naturschutzgebiet

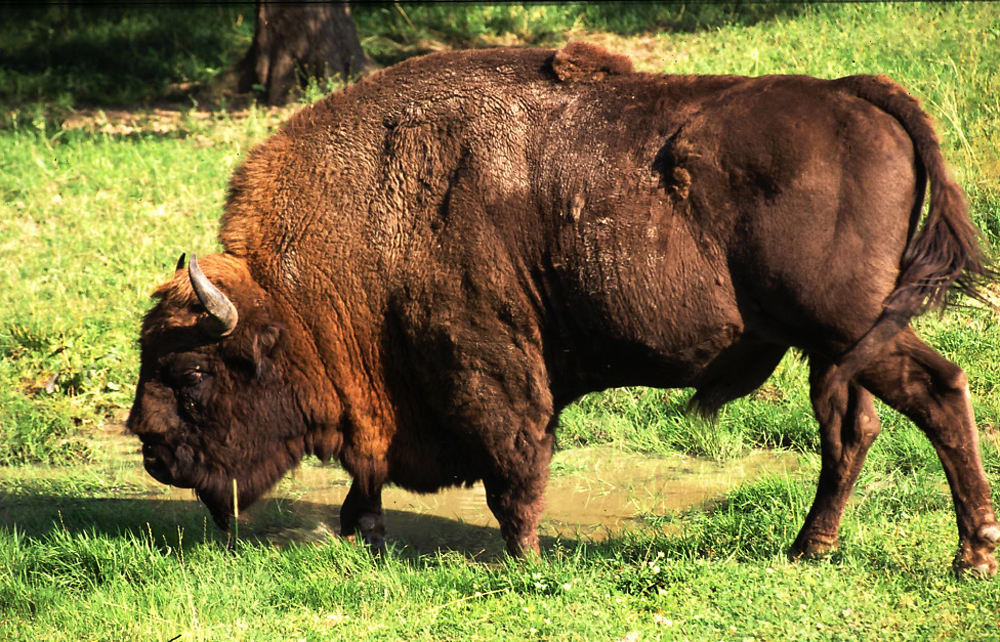
Wisent

Der Białowieża-Urwald (belarussisch Белавежская пушча Belaweschskaja puschtscha, polnisch Puszcza Białowieska), deutsch auch Belowescher, Bialowieser oder Bialowiezer Heide, ist ein Naturschutzgebiet auf beiden Seiten der Grenze zwischen Belarus und Polen. Der Wald gilt als eines der letzten verbliebenen Urwaldgebiete in der kühlgemäßigten Zone Europas.

## Geographie
Das als UNESCO-Weltnaturerbe anerkannte Gebiet liegt 150 bis 170 Meter über dem Meeresspiegel. Die Geländefläche beträgt über 1500 Quadratkilometer, davon befinden sich 620 Quadratkilometer auf polnischer Seite. Damit ist die Gesamtfläche des ca. 1420 Quadratkilometer großen Urwaldgebietes abgedeckt. Der belarussische Teil steht vollständig unter Schutz als Nationalpark Beloweschskaja Puschtscha (belarussisch Нацыянальны парк «Белавежская пушча», Nazyjanalny park "Belaweschskaja puschtscha"; russisch Национальный парк «Беловежская пуща», Natsionalny park "Beloweschskaja puschtscha"). Auf polnischer Seite stehen lediglich 15 Prozent des Waldes unter Schutz als Białowieża-Nationalpark (polnisch Białowieski Park Narodowy).
Der Nationalpark ist Lebensraum für über 12.000 Tierarten mit allein 9000 Insektenarten. Viele der Tier- und Pflanzenarten sind endemisch, d. h. nur im Naturschutzgebiet Białowieża anzutreffen. Auch stehen dort mit die höchsten Laubbäume Europas: bis zu 50 Meter hohe Eichen und bis zu 40 Meter hohe Eschen. Die Natur ist wegen der minimalen Eingriffe des Menschen sehr vielgestaltig, so bilden die nicht entfernten verrottenden Baumstämme und -reste besondere Lebensbedingungen, wie sie in konventionell bewirtschafteten Wäldern nicht anzutreffen sind. Die Ursprünge des Waldes reichen bis 8000 v. Chr. zurück.

## Geschichte

### Bis zum Ersten Weltkrieg
Vor dem Ersten Weltkrieg gehörte das Waldgebiet zu den bedeutenden Jagddomänen der russischen Zaren. Im Krieg wurde die Region im August 1915 von deutschen Truppen eingenommen (vgl.: Großer Rückzug) und eine militärische Forstverwaltung eingerichtet; ihr Leiter wurde Georg Escherich. Der Urwald wurde zur größten Produktionsstätte in den besetzten Gebieten zur Deckung des kriegsbedingten Holzbedarfes der Armee. In den drei Jahren der militärischen Verwaltung wurde Raubbau betrieben, Sägewerke wurden errichtet und ein Sechstel der Bäume gefällt, darunter zahlreiche Urwaldriesen. Außerdem wurde das Gebiet als exklusives Jagdrevier für Offiziere, hochgestellte Persönlichkeiten und Prominente genutzt und der Wildbestand stark dezimiert. Hohe Würdenträger wie Kaiser Wilhelm II. durften auch Wisente schießen.
Nach dem Rückzug der deutschen Besatzungsmacht Ende 1918 erlegten polnische Wilderer im April 1919 die letzten der vormals etwa 700 Wisente.

### Nach dem Ersten Weltkrieg
Ab 1918 lag Białowieża ausschließlich auf polnischem Staatsgebiet. 1929 begann ein Wiederaufbau des Bestands der Wisente. Es wurden Tiere aus Tiergärten in Deutschland und Schweden sowie aus den Wäldern von Pszczyna (Pless) eingekauft. Bis 1939 wurden 16 Wisente gezüchtet; sie überstanden den Zweiten Weltkrieg.

### Nach dem Zweiten Weltkrieg
Nach Kriegsende annektierte die Sowjetunion Ostpolen. Etwa 60 Prozent des Białowieża-Urwaldes kamen dadurch zur Sowjetunion. Im östlichen Teil unterhielt die Sowjetunion bei Wiskuli eine Staatsdatscha für die Nomenklatura und für Staatsgäste. Dort trafen sich am 7. und 8. Dezember 1991 die Präsidenten der Russischen Sozialistischen Föderativen Sowjetrepublik, der Ukrainischen Sozialistischen Sowjetrepublik und der Weißrussischen Sozialistischen Sowjetrepublik, das heißt Boris Jelzin, Leonid Krawtschuk und Stanislau Schuschkewitsch zur Unterzeichnung der Belowescher Vereinbarungen (auch Abkommen von Belowesch bzw. Vertrag von Minsk). Darin erklärten sie, dass die Sowjetunion „ihre Existenz beendet“ habe, und gründeten gleichzeitig eine Gemeinschaft Slawischer Staaten, die schon kurz darauf, am 21. Dezember 1991, in der Gemeinschaft Unabhängiger Staaten aufging.

### Auseinandersetzung um Holzeinschlag
Im Mai 2016 gab das polnische Umweltministerium unter Leitung von Jan Szyszko (PiS) Pläne bekannt, 188.000 m³ Holz zwischen 2012 und 2021 im Forstbezirk Białowieża zu fällen. Zuvor war im gleichen Zeitraum eine Menge von 63.471 m³ vorgesehen. Die Entscheidung rief Protest bei polnischen und internationalen Umweltschutzverbänden hervor. Auch Vertreter der EU äußerten ihre Besorgnis. Das Ministerium begründet die Forstmaßnahmen mit der Ausbreitung von Buchdruckern. Der gehört allerdings aus Sicht der Umweltverbände schon immer zum Ökosystem vor Ort. Szyszko stellte gleichzeitig fest, dass in der Umgebung ein Mangel an Brennholz herrsche, „während aus Belarus dreckige Kohle importiert werden muss.“
Die EU-Kommission ordnete im August 2016 eine Untersuchung über die Holznutzungspläne an. Am 27. April 2017 übermittelte die EU-Kommission ein offizielles Mahnschreiben an Polen. Am 13. Juli 2017 gab die EU-Kommission bekannt, dass sie Polen wegen des Holzeinschlags vor dem Gerichtshof der Europäischen Union verklagt und eine einstweilige Anordnung zur Einstellung des Holzeinschlags beantragt. Die Entscheidung des Europäischen Gerichtshofs „kam extrem schnell, und sie hatte Seltenheitswert“, schrieb der Spiegel. Am 20. Juli 2017 verfügte der EuGH den sofortigen Stopp der Abholzung im Białowieża-Urwald. Die Richter befürchteten laut Medien, dass dem UNESCO-Weltnaturerbe noch vor dem endgültigen Urteil ein irreparabler Schaden zugefügt werde.
Die Richter des Europäischen Gerichtshofs bestätigten im November 2017 ihr Urteil: Polen muss die aktive Bewirtschaftung des Waldes von Białowieża sofort einstellen. Es wurde eine Konventionalstrafe für die Republik Polen in Höhe von 100.000 Euro pro Tag angedroht, an dem weiter eingeschlagen wird. Es war das erste Mal, dass der EuGH bereits im Eilverfahren mit Zwangsgeldern drohte.
Im April 2018 bestätigte der EuGH die Position der EU-Kommission, dass die Rodungen illegal seien. Der seit Januar amtierende polnische Umweltminister Henryk Kowalczyk erklärte, Polen werde das EuGH-Urteil respektieren.
Eine deutsche Fernseh-Dokumentation (2017) belegte die Ansicht der Naturschützer, dass es der Forstverwaltung und der konservativen Regierung nicht um eine Bekämpfung des Buchdruckers gehe, da die befallene und abgeschälte Rinde der geschlagenen Bäume nicht verbrannt wird und sich daher der Käfer weiterhin ausbreiten kann. Die benachbarte Bevölkerung in der strukturschwachen Region steht mehrheitlich auf Seiten der Regierung und fürchtet um ihre Arbeitsplätze in der Waldwirtschaft. Anwohner und Regierung kriminalisieren die Naturschützer, die sich an Forstmaschinen wie den Harvester ketten, um die Abholzung zu verzögern.